# 干河駅
干河駅（ひごえき）は、かつて鹿児島県加世田市津貫（現・南さつま市加世田津貫）にあった鹿児島交通枕崎線（南薩鉄道）の駅（廃駅）である。

## 歴史
- 1931年（昭和6年）3月10日：枕崎線の枕崎延伸と同時に開業。
- 1953年（昭和28年）6月25日：無人駅化。
- 1984年（昭和59年）3月17日：同線廃線と共に廃止。

## 駅構造
地上駅であった。

## 廃止後の現状
ほとんど草藪に覆われているものの、わずかながらプラットホームが残っていた。しかし、近隣住宅の改築に際し、撤去されてしまった。踏切跡付近には干河バス停があり、田之野経由のなんてつ号が停車する。付近の道床跡や築堤はほとんどが草藪に覆われているが確認できる。

## 隣の駅
鹿児島交通（南薩鉄道）
枕崎線
上内山田駅 - 干河駅 - 津貫駅